# Нахач
Нахач (слч. Naháč) насељено је мјесто са административним статусом сеоске општине (слч. obec) у округу Трнава, у Трнавском крају, Словачка Република.

## Становништво
| Година:    | 1994. | 2004.   | 2014.   | 2024.    |
| ---------- | ----- | ------- | ------- | -------- |
| Број људи: | 458   | 441     | 446     | 395      |
| Разлика:   |       | -3,71 % | +1,13 % | -11,43 % |

| Година:    | 2023. | 2024.   |
| ---------- | ----- | ------- |
| Број људи: | 396   | 395     |
| Разлика:   |       | -0,25 % |

Према подацима о броју становника из 2024. године насеље је имало 395 становника.